# El escritor José de Espronceda
El escritor José de Espronceda es un retrato del poeta español José de Espronceda pintado al óleo en 1842 por el pintor Antonio María Esquivel. Se encuentra en el Museo del Prado en Madrid (España).
Hay réplicas en la Biblioteca Nacional de España y en el Ateneo de Madrid, obra del pintor español Manuel Arroyo y Lorenzo.